# Enicospilus inflexocarinatus
Enicospilus inflexocarinatus är en stekelart som först beskrevs av Günther Enderlein 1921.  Enicospilus inflexocarinatus ingår i släktet Enicospilus och familjen brokparasitsteklar. Inga underarter finns listade i Catalogue of Life.